# Tell Me U Luv Me
«Tell Me U Luv Me» es una canción de los raperos estadounidenses Juice Wrld y Trippie Redd. Fue lanzado el 29 de mayo de 2020 a través de Grade A Productions bajo licencia exclusiva de Interscope Records, como el segundo sencillo del tercer álbum de estudio, Legends Never Die.

## Antecedentes
Juice Wrld interpretó por primera vez la canción con Trippie Redd en un concierto a finales de 2019. En enero de 2020, "Tell Me U Luv Me" se filtró en SoundCloud antes de ser retirado por motivos de derechos de autor. En febrero, la pista resurgió en YouTube. Más tarde, Trippie Redd y el sello de Juice Wrld se dirigieron a Instagram para mostrar la pista unas horas antes de su lanzamiento oficial.
La canción fue lanzada en el cumpleaños de la novia de Juice, Ally Lotti, quien se burló de las líneas de la canción en menos de una hora antes de su lanzamiento. La canción fue grabada 2 días antes del fallecimiento de Juice Wrld.

## Video musical
El video musical oficial fue lanzado el 28 de mayo de 2020. Dirigido por Cole Bennett, está filmado en mitad de animación y mitad de acción en vivo, y presenta bocetos y dibujos de "garabatos de la escuela secundaria". Trippie Redd se muestra actuando sobre un "fondo de papel arrugado", mientras que Juice aparece a través de imágenes de archivo de sus viejos videos musicales, que también fueron filmados y dirigidos por Bennett. El video también muestra clips de la novia de Juice Wrld, Ally Lotti, rapeando algunas de las partes de Juice en el video.

## Posicionamiento en lista
| Lista (2020)                           | Posiciones |
| -------------------------------------- | ---------- |
| Australia (ARIA)                       | 51         |
| Canadá (Canadian Hot 100)              | 40         |
| Lithuania (AGATA)                      | 47         |
| New Zealand Hot Singles (RMNZ)         | 2          |
| Portugal (AFP)                         | 77         |
| Sweden Heatseeker (Sverigetopplistan)  | 6          |
| Reino Unido (UK Singles Chart)         | 56         |
| Estados Unidos (Billboard Hot 100)     | 38         |
| Estados Unidos (Hot R&B/Hip-Hop Songs) | 15         |
| Estados Unidos (Hot Rap Songs)         | 13         |
| Estados Unidos (Rhythmic)              | 35         |
| US Rolling Stone Top 100               | 15         |